# La République de Lyon

La République de Lyon est un quotidien régional fondé à Lyon après la Seconde Guerre mondiale par des résistants et regroupant deux quotidiens proches du PCF, Le Patriote de Lyon et La voix du peuple, qui était hebdomadaire avant la Seconde Guerre mondiale.

## Histoire

### La Guerre
Lyon comptait six quotidiens avant guerre: Le Salut public, dotée de son édition Lyon-Soir, Lyon Républicain, Le Nouveau Journal, issu de la fusion de La Dépêche de Lyon et de L'Express, Le Nouvelliste et Le Progrès, le seul qui accepté de se saborder, le 12 novembre 1942, au moment où les Allemands ont occupé à nouveau la zone Sud et donc Lyon. Pendant la Guerre, Justin Godart, militant du Parti radical-socialiste est retiré dans les Monts du Beaujolais, où il s'implique dans la Résistance. Il organise un réseau actif, diffuse deux journaux clandestins : Le Patriote de Lyon, fondé en août 1943 par Jean Savy, et Le Patriote Beaujolais, puis préside le comité directeur de la zone sud du Front national avant de devenir maire provisoire de Lyon à la libération le 3 septembre 1944. Madeleine Braun, chargée de développer le Front national en zone Sud, est rédactrice du Patriote de Lyon, dont elle devient directrice avant la libération, l'une des rares femmes à diriger un journal clandestin. Son rédacteur en chef est Pierre Paraf, qui avait  effectué avant la guerre à Radio-Paris de nombreuses émissions littéraires la chronique de 20 heures et la revue de presse matinale puis travaillé pour Fraternité, organe du Mouvement national contre le racisme (MNCR)  en zone sud. En janvier 1944, elle apprend l'assassinat par la milice de Victor Basch, président de la Ligue des droits de l'homme lors d'un déjeuner avec Louis Aragon et sa femme et signe un éditorial pour s'en indigner. Le journal publie à la même époque une lettre épiscopale, jugée courageuse, de l'archevêque de Toulouse, Monseigneur Jules Saliège, aux scouts de France partant en Allemagne.

### La Libération
À la Libération, la lyonnaise Madeleine Braun fait partie des 12 représentants du Front national à l'Assemblée consultative de 1944. Tous les ponts de Lyon ont sauté lors des combats sauf un, obligeant à prendre près d'une heure pour le traverser et empêchant le bon fonctionnement des imprimeries, à l'exception d'une seule, qui va servir à tous les journaux résistants pendant cinq jours, en attendant la réparation des ponts. 
Le dimanche 3 septembre 1944, Lyon Libéré, en simple recto-verso en raison de la pénurie de papier, est ainsi proposé aux Lyonnais par deux journalistes professionnels, Henri Amoretti et Maurice Fonsèque. Son contenu se borne aux proclamations, avis, recommandations et communiqués. Les cinq journaux se partagent les éditoriaux en bonne cordialité, processus le plus souvent lancé à la demande des Comités de Libération (CDL), et analogue, à celui expérimenté en Corrèze, où le journal Liberté, autre quotidien de transition de la Libération, s'effaça pour laisser la place, le 21 août 1944 au journal Brive-Informations. D'autres villes feront de même comme Montpellier.
Puis les cinq quotidiens démarrent le 8 septembre : parmi eux, La Voix du Peuple, ex-hebdomadaire du PCF avant la guerre, est autorisé à tirer à 66 000 exemplaires en décembre 1944 et l'autre quotidien proche des communistes, Le Patriote, organe du Front national, à 37 000 exemplaires en décembre 1944. 
Les trois autres sont La Liberté, proche du MRP (90 000 exemplaires et 20000  de plus pour son édition du soir Les Nouvelles), La Marseillaise, proche du MLN (60 000 exemplaires) et Le Progrès (136 000 exemplaires).
En septembre 1944, Pierre Paraf, rédacteur en chef du Patriote, reprend sa place à la radiodiffusion française pour une chronique quotidienne du soir puis y créé l’émission « Ce soir en France ». Le 7 août 1946, c'est le dernier numéro de La Marseillaise, dont le siège a été transféré au 10 de la rue Bellecordière, affectée par « les divergences au sein des partis de la Résistance ».

### La question de l'épuration
À la Libération, les 5 quotidiens qui avaient collaboré ne furent pas autorisés à reparaître, des verdicts de « dissolution-confiscation » confirmant les suspensions beaucoup plus tard, essentiellement de 1946 à 1948. Dans La Voix du Peuple, Raymond Guyot, député de la Seine, dénonce avec virulences l'insuffisance des mesures d'épuration, en particulier contre les propriétaires des usines Berliet, que les FTP avaient réquisitionnées sans mandat, avant que le Commissaire de la République à Lyon Yves Farge, s'appuyant sur la loi du 10 septembre 1940 , place l'entreprise sous séquestre le 5 septembre et fait arrêter les quatre fils - Jean, Henri, Maurice et Paul - le 13 septembre 1944. Il les accuse d'avoir collaboré, la peine de deux ans de prison de Marius Berliet, en raison de son état de santé, ayant été transformée en assignation à résidence surveillée, sous surveillance médicale judiciaire à Cannes.

### La fusion de 1948 donne naissance àLa République
Le 22 mars 1948, La Voix du peuple cesse de paraître sous forme quotidienne, passant au rythme hebdomadaire. Son patron depuis les années 1930, Auguste Hugonnier, devint directeur du nouveau quotidien régional communiste La République, résultant de la fusion avec Le Patriote. Auguste Hugonnier, membre du bureau fédéral du Rhône du PCF et député, avait avant-guerre assumé la responsabilité de La Voix du peuple, dont le premier numéro était sorti le 12 novembre 1932, l'aidant à passer de quatre à six pages, et avait par la suite dirigé le journal Rouge-Midi pendant un mois puis relancé La Voix du peuple dans la Résistance. 
Le Patriote de Lyon avait un petit handicap, il était contraint à payer régulièrement de fortes sommes à l'administration des séquestres, car il utilisait l'imprimerie d'un journal sequestré, Lyon Républicain, mais c'est La Voix du Peuple, au tirage pourtant plus élevé, qui avait procédé à des appels pressants à ses lecteurs, fin 1947 et début 1948, avant de fusionner avec Le Patriote, devenu Le Patriote de Lyon. Le journaliste sportif Abel Michéa qui avait été embauché en février 1946 à La Voix du Peuple a rejoint peu après à Paris son collègue Jean Colombel, jusque là éditorialiste tous les jours de La Voix du Peuple puis nommé en 1946 à Paris à France Nouvelle et en 1947 à la tête de l'Union française de l'information, dont la femme, Jeannette Colombel, une des premières agréées féminines, proche du couple Thorez, écrira dans la revue ambitieuse lancée en décembre 1948 par le PCF, La Nouvelle Critique.
Au même moment à Grenoble, le quotidien Les Allobroges fusionne avec le petit quotidien communiste local, Le Travailleur alpin, fondé en 1928 sous un statut hebdomadaire, devenu quotidien à la Libération mais avec un tirage de seulement 20 000 exemplaires, dix fois moins élevé que celui des Allobroges, qui est lui étiqueté Front national. La Fête du travailleur alpin est cependant un élément de dynamisme régional pour la presse à partir des années 1950.

### Les poursuites lors des guerres d’Indochine et d’Algérie
Au moment des guerres d’Indochine et d’Algérie, La République sera poursuivi par la Justice. Son directeur Auguste Hugonnier subira ainsi près de cinquante condamnations allant jusqu'à la privation de ses droits civiques. 

### La crise du début des années 1950
Le tirage pour La République-Le Patriote de Lyon s'est stabilisé en 1953, mais il est devenudeux fois plus bas qu'à la Libération, la fusion entre les deux quotidiens n'ayant eu guère plus de succès qu'à Grenoble. Le journal est abonné aux dépêches de l'Union française de l'information, une agence de presse proche du PCF, dans une période de baisse globale du tirage des quotidiens communistes régionaux, au moment après les purges staliniennes de 1949 et ses conséquences sur la couverture de l'UFI, y compris sportive.
Les difficultés des clients de l'UFI pèse en particulier sur les performances de l'ensemble de la presse française. En quatre ans, de 1950 à 1953 inclus, la diffusion totale des quotidiens nationaux baisse de 3,8 à 3,5 millions d'exemplaires vendus par jour, principalement à cause de la chute de Ce Soir, quotidien populaire du PCF qui a perdu trois-quarts de ses lecteurs entre 1947 et 1952. Celle des quotidiens régionaux passe de 7,6 à 6,5 millions d'exemplaires vendus par jour , soit près d'un million en moins, et leur nombre est ramené de 139 à 116. Cette période fait suite à une première phase de stabilité pour l'ensemble des quotidiens français. En quatre ans, de 1945 à 1949 inclus, la diffusion totale des quotidiens nationaux passe de 4,7 à 3,8 millions d'exemplaires vendus par jour et leur nombre de 26 à 16 mais c'est en grande partie dû à l'effondrement d'un seul titre, le communiste Ce soir, celle des quotidiens régionaux passe de 7,5 à 7,3 millions d'exemplaires vendus par jour et leur nombre de 153 à 139  .
| Année  | Février 1953 | Juillet 1953 |
| Tirage | 31.500       | 30.300       |

### Premier repli de la presse du PCF en juin 1956
En juin 1956, le PCF annonce la fin de trois quotidiens de province: Nouvelles de Bordeaux, dont le tirage était tombé à 30 000 exemplaires, Patriote de Toulouse, revenu à 30 000 exemplaires, et Ouest-Matin, tombé à 20 000 exemplaires, en invoquant « des charges trop lourdes qu'ils devaient supporter ». Un quatrième, Le Patriote de Saint-Étienne, qui ne diffuse plus que 25 000 exemplaires, ferme ses éditions de l'Allier, du Puy-de-Dôme, de la Haute-Loire et de la Vienne, maintenant seulement celle de la Loire, dorénavant imprimée à Lyon. Recentrage aussi sur un seul département pour un autre voisin de La République, le quotidien Les Allobroges de Grenoble, tombé à 65 000 exemplaires, qui supprime ses éditions des deux Savoies, de l'Ardèche, de la Drôme et des Hautes-Alpes, se recentrant sur le seul département de l'Isère.

### La Républiqueferme le 10 décembre 1958
Les élections des 23 et 30 novembre 1958, où « l'immoralité du mode de scrutin utilisé » a fait perdre au PCF 80 sièges de députés (il en a perdu au total 140) et donc des versements effectués par ces élus sur leur indemnité parlementaire, évalués chaque mois à plus de 40 millions de francs, affaiblit la presse communistes car ces fonds étaient utilisés pour alimenter ses déficits, selon L'Humanité.
Le 10 décembre 1958, le PCF annonce la disparition de trois de ses quotidiens communistes de province, La République de Lyon, Le Patriote de Saint-Étienne, et Les Allobroges de Grenoble. Le trio est rejoint le 24 décembre par  L'Humanité d'Alsace et de Lorraine. Selon Le Monde, le tirage moyen de la presse quotidienne du PCF ne dépasse alors pas un demi-million d'exemplaires, dont la moitié environ pour L'Humanité et elle ne compte plus alors que cinq autres titres quotidiens en province, L'Écho du Centre, Liberté, La Marseillaise, Le Patriote de Nice et du Sud-Est et Le Petit Varois (quotidien) de Toulon. En août 1956 les trois quotidiens affichaient un tirage cumulé  total de 50 393 exemplaires, chiffre qui était tombé à 38 368 exemplaires deux ans plus tard, en avril 1958. Selon le PCF, « les innombrables procès » et les « coûteuses amendes qui en ont découlé », sur fond de Guerre d'Algérie sont une autre raison de la disparition de ces quatre quotidiens régionaux. Le PCF met en cause à cette occasion « les saisies et les destructions qui nous furent causées par les fascistes et par la police ». La responsable des pages locales de La République de Lyon part travailler à Berlin ,

## Sources
- "La presse quotidienne lyonnaise à la Libération" par Gérard Chauvy, historien et correspondant du Progrès[4].
- "Libération de Lyon et de sa région" par Fernand Rude, 1974 [6]
- "Médias et Journalistes de la République" par Marc Martin, aux Editions Odile Jacob, 1997  [19]